# Xã Litteral, Quận Washington, Arkansas
Xã Litteral (tiếng Anh: Litteral Township) là một xã thuộc quận Washington, tiểu bang Arkansas, Hoa Kỳ. Năm 2010, dân số của xã này là 1.500 người.